# 지순 (건축가)
지순(池淳, 1935년 3월 23일~2021년 9월 21일)은 대한민국의 건축가이자 대학 교수이다. 1958년 서울대학교 건축공학과를 졸업하고, 1966년 여성 최초로 건축사 자격을 취득한 뒤 1970년 일양건축설계사무소를 개설했다. 1975년 한국은행본점 현상설계 당선 등 국내중요 건축설계작품으로 국내외 건축분야를 선도했고, 1989년 대한민국 최초의 최첨단 자동화설비가 설계된 인테리젠트빌딩과 포스코 본사 설계로 한국 현대 건축을 국제적 수준으로 견인하는 역할을 했다. 2015년 서울대학교 공과대학의 '올해의 자랑스러운 공대 동문상' 수상자로 선정되었다.

## 학력
- 1954년~1958년 서울대학교 공과대학 건축공학 학사

## 경력
- 1958년~1960년 대한건축영단 건축과 기사
- 1961년~1970년 구조사건축기술연구소
- 1970년~1981년 일양건축연구소 대표
- 1971년~1991년 연세대학교 가정대학 주생활학과 교수
- 1983년 간삼파트너스종합건축사무소 상임고문, 회장
- 1990년 한국건축가협회 이사
- 1992년 한국여성건축가협회 명예이사
- 1999년 서울시 도시설계 심의위원
- 2002년 한국주거학회 고문
- 2003년 수원시 설계자문위원

## 수상
- 1988년 서울특별시 건축상 동상
- 1995년 한국건축문화대상 대상
- 1999년 초평건축상